# Tonaki
Tonaki (渡名喜村, Tonaki-son) est un village du district de Shimajiri, situé dans la préfecture d'Okinawa, au Japon. Son nom okinawaïen est Tunachi.

## Géographie

### Situation
Tonaki occupe la totalité de Tonaki-shima, à l'ouest de l'île d'Okinawa, au Japon. Le village comprend également l'îlot inhabité d'Irisuna.

### Démographie
Au 1er août 2016, la population de Tonaki s'élevait à 389 habitants répartis sur une superficie de 3,87 km2.

## Transport
Tonaki est accessible par ferry.